# Cul-des-Sarts
Pour les articles homonymes, voir cul et Sart.

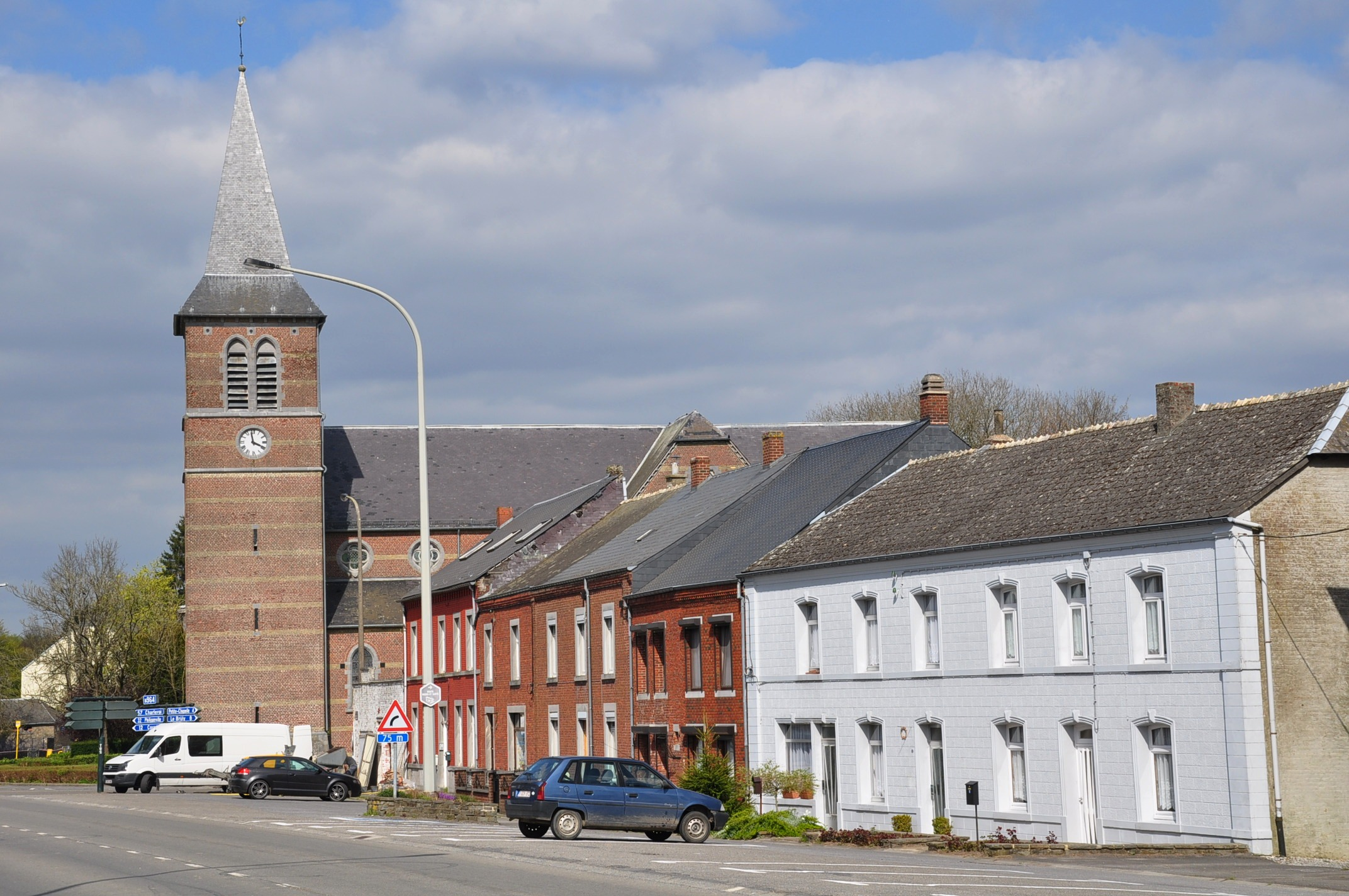
Rue principale et église Saint-Pierre et Saint-Paul.

Cul-des-Sarts (en wallon Cou-des-Sårts) est un village belge à l'extrême sud de la botte du Hainaut et du Namurois, à la frontière française, sur la route de Couvin à Regniowez en France. Administrativement, il fait partie de la ville de Couvin, dans la province de Namur (Région wallonne de Belgique). C'était une commune à part entière avant la fusion des communes de 1977.
Cul-des-Sarts se trouve sur le territoire du Parc national de l'Entre-Sambre-et-Meuse (ESEM).

## Géographie

### Évolution démographique
- Source: DGS, 1831 à 1970=recensements population, 1976= habitants au 31 décembre

### Hydrographie
La partie méridionale du village est arrosée par l'Eau Noire qui coule d'est en ouest. De nombreux cours d'eau prennent leur source sur le territoire : ils descendent des terrains boisés et rendent le terrain marécageux. Certains portions de marais (tourbières) abritaient même la droséra à feuilles rondes (Drosera rotundifolia, une plante carnivore rare).  Sur l'un des affluents de l'Eau Noire était installé le moulin "Fondair" (déjà attesté sur les cartes de Joseph de Ferraris à l'époque autrichienne).

### Sol
Cul-des-Sarts se situe sur le plateau de Rocroi. Le terrain, en grande partie schisteux, a longtemps abrité de nombreuses ardoisières.  Les bancs qui étaient exploités renferment une couche de grès quartzeux veiné de quartz blanc translucide et quelques croûtes dans lesquelles apparaissent des cristaux prismiques de la même espèce minérale. Le fer sulfuré s'y montre aussi en petits filets qui courent dans toutes les directions. À l'est, on trouve de petites tourbières. Le sol est généralement de mauvaise qualité et ne produit qu'à force d'engrais. Il se compose d'une terre légère et jaunâtre, semblable à la terre des bois. Les parties non cultivées sont couvertes de mousse, de bruyères et de genêts.

### Altitude
Cul-des-Sarts est situé entre 320 (à l'ancienne douane) et 375 mètres d'altitude (au lieu-dit Malgré-Tout, à la sortie du village vers Couvin). Le centre du village, là où se trouve l'église, s'élève à 363 mètres.

## Histoire
Né de la grande forêt qui s’étend du sud de Couvin vers la France et qui appartenait à la mense épiscopale depuis l’achat opéré par le prince-évêque de Liège Otbert en 1096, Cul-des-Sarts ne comptait encore que deux maisons en 1571. Les essartages de la fin du XVIe et surtout du XVIIe siècle permirent à une population, toutefois encore clairsemée, de s’y installer, parfois même provisoirement. Ce seront des bûcherons, des charbonniers, des rétameurs, pour la plupart itinérants. 
Vers 1680, il semble que l’on ait construit un premier oratoire. Il est certain qu’en 1743, il existait une chapelle dépendant de Couvin et qu’elle avait son desservant. La localité, dont le nom apparaît à peu près vers cette époque, est un hameau de Couvin. Elle ne s’en détachera qu’en 1826 (arrêté royal du 22 septembre 1826). En 1894, son territoire s’accrut de 121 hectares de bois, provenant du partage du bois de Géronsart entre les communes du Brûly-de-Pesche, de Pesche et de Cul-des-Sarts. Par contre, les rectifications de limites avec Baileux en 1883 n’avaient pas affecté sa superficie.
Au XIXe siècle, ce gros bourg vit de l’élevage et de la fabrication des produits laitiers exportés vers les marchés des environs. Une certaine industrie s’y développa : des moulins, des ardoisières, dont l’une, vers 1830, était dotée d’une machine à vapeur, encore rare à l’époque dans la province de Namur. À la fin du siècle, une saboterie fournissait du travail à 80 ouvriers et une fabrique d’allumettes, la seule de la province, y fut créée. À cette époque également, une fabrique de cigares (Thomas-Philippe) employait 120 personnes et elle maintint ses activités jusqu’à la Seconde Guerre mondiale. Il n’y a plus aujourd’hui aucune entreprise industrielle dans la localité.  
Le nombre de logements augmenta et l’habitat s’améliora : vers 1830, plusieurs maisons étaient, en effet, encore construites en bois ("bauché"). Toutefois, jusqu'en mai 1904, qui vit la création d’un chemin de fer vicinal vers Chimay et Couvin, le bourg resta privé de moyens de communication autres que des chemins vicinaux impraticables l’hiver et mauvais en toute saison (la route de Couvin à Cul-des-Sarts date de 1879). Le trafic pour les voyageurs fut maintenu jusqu'au 1er juin 1953 vers Couvin et jusqu'au 23 mai 1954 vers Chimay : il a été remplacé par des lignes de bus. Le téléphone fit son apparition en 1922 et l'électricité arriva en 1929.  
Limitrophe de la France, protégé par ses bois (qui couvrent la moitié de son territoire environ), Cul-des-Sarts fut pendant longtemps le rendez-vous des contrebandiers dont la tâche était rendue aisée par l’existence de terres contestées depuis 1571 entre le prince-évêque de Liège et le duc d’Aerschot, ensuite entre la Belgique et la France(notamment la contrebande de tabac avec des chiens passeurs au XIXe siècle).

## Liste des bourgmestres
Ses bourgmestres successifs furent de 1826 à 1977 (date de la fusion de la commune dans la commune de Couvin) :
- Thomas Joseph Philippe (de 1826 à 1832) ;
- Antoine Joseph Eugène Guillaume (de 1833 à 1835) ;
- Thomas Joseph Philippe (de 1836 à 1838) ;
- Florent Joseph Carlier (de 1838 à 1844) ;
- Jacques Joseph Petit (de 1845 à 1854) ;
- Julien Théodore Pierrard (de 1855 à 1859) ;
- Lambert Joseph Moreau (de 1860 à 1864) ;
- André Joseph Hanoteau (de 1865 à 1878) ;
- Jean Baptiste Bazile Magniette (de 1879 à 1885) ;
- Eugène Joseph Dardenne (de 1885 à 1887) ;
- Thomas Philippe Philippe (de 1888 à 1921) ;
- Amand Joseph Pierot (de 1922 à 1923) ;
- Achille Valmir Paroche (de 1923 à 1927) ;
- Émile Marée (de 1927 à 1931) ;
- Louis Ernest Lion (de 1931 à 1937) ;
- Armand Leurquin (de 1937 à 1964) ;
- Georges André (de 1964 à 1977).

## Patrimoine et culture

### Patrimoine architectural
- Église Saints Pierre et Paul. Édifice néo-gothique en brique et pierre bleue, bâti en 1897-1898 sur les plans de l'architecte Edouard Van Gheluwe[1].
- Ferme Saint-Joseph, rue Noirefontaine. D'esprit néo-classique, ferme clôturé du 3e quart du XIXe siècle[2].
- Ferme de la Motte, rue de Petite-Chapelle. Construite dans le 3e quart du XIXe siècle en style néo-classique[3].
- Ferme du Bailli, chemin des Soldats. Construite durant le 3e quart du XIXe siècle dans l'esprit néo-classique[4].

### Culture

#### Musée de la vie rurale
Il existe un musée de la vie rurale (ou plus exactement un musée de la vie régionale des Rièzes et des Sarts) situé dans l'ancienne école du village.

#### Le carnaval
Le carnaval de Cul-des-Sarts se déroule deux semaines après la date officielle du carnaval (la veille du mercredi des cendres). Il consiste en un défilé de chars qui traverse le village en remontant de la douane vers la place. Ensuite, il y a un grand feu et les festivités se terminent autour d'une omelette qui a été réalisée avec des œufs collectés la veille dans le village.

#### La petite fête
La petite fête se déroule le premier week-end de juillet, pendant trois jours, le dimanche il y a chaque année un évènement spécial.

#### La grande fête
La grande fête se déroule le premier week-end d'août, pendant quatre jours (du vendredi au lundi). C'est dans la nuit du samedi au dimanche que sont organisées les douze heures de la bière : chaque heure correspond à une bière spéciale qui est vendue au même prix qu'une bière normale.
Le dimanche est consacré à la brocante.

## Sport et vie sociale

### Sport

#### Football
Cul-des-Sarts a son équipe de football: L'Entente Sportive des Frontières (ES Frontières), qui évolue en 3e provinciale B.
L'équipe a terminé la saison 2006-2007 à la deuxième place et été éliminée au deuxième match du tour final.
Depuis la saison 2007-2008, une équipe B évolue en 4e provinciale.